# سامانه پیش‌بینی جهانی

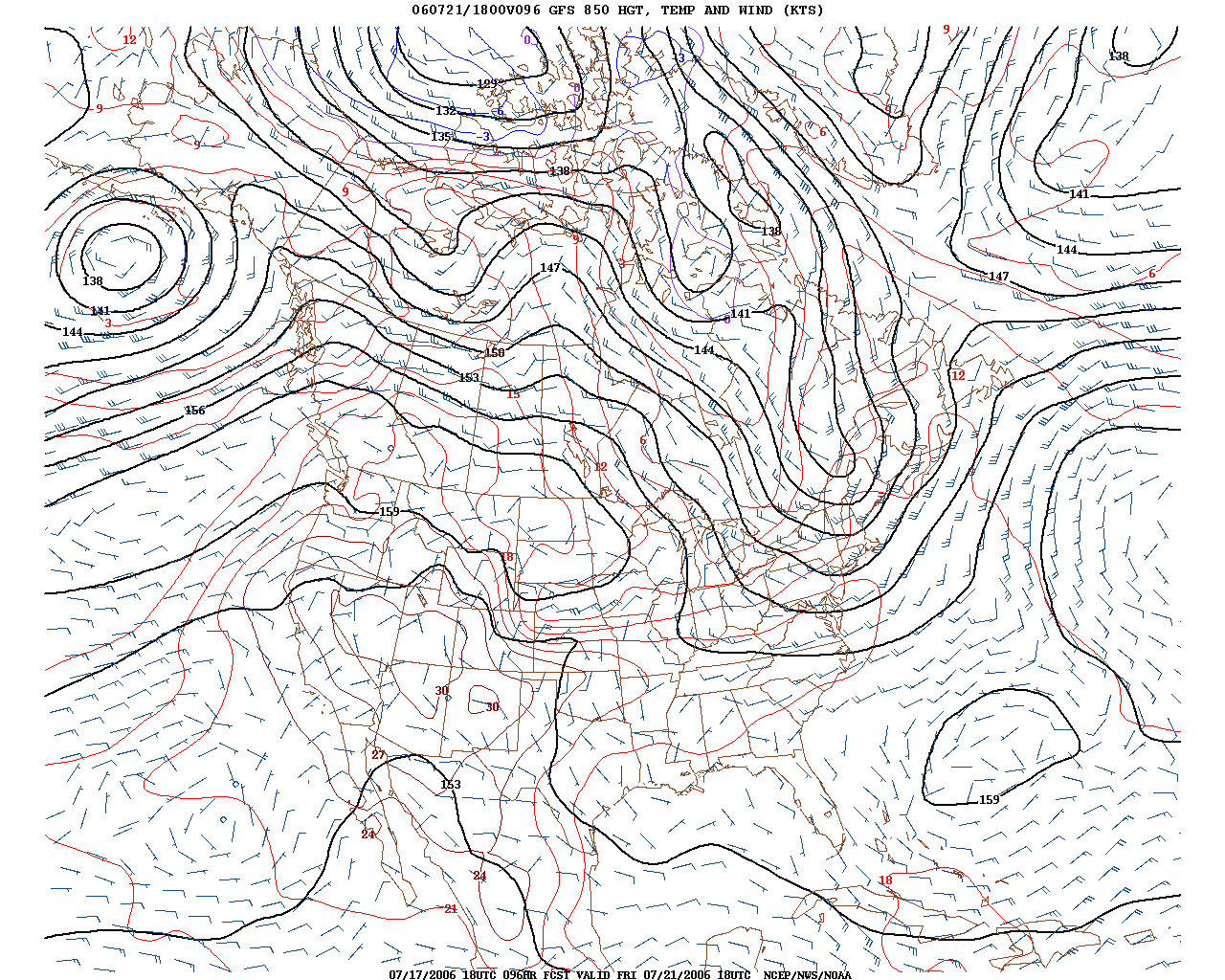
نمودار پیش آگهی پیش بینی ۹۶ ساعته ۸۵۰ میلی بار ارتفاع و درجه حرارت ژئوپروتسیتی از سامانه پیش‌بینی جهانی

سامانه پیش‌بینی جهانی (به انگلیسی: Global Forecast System (GFS)) یک مدل جهانی است که توسط خدمات هواشناسی ملی ایالات متحده آمریکا تهیه شده است. این سامانه بر اساس مدل ریاضیاتی و با توجه داده‌های بدست آمده، وضعیت آب و هوای تمامی نقاط جهان را تا شانزده روز پیش‌بینی می‌کند. این سامانه هر شش ساعت بروز رسانی می‌شود.  سامانه پیش‌بینی جهانی این پیش بینی ها را با تفکیک زمانی یک ساعته و تفکیک مکانی ۵/ ۰/۵ ×۰ درجه به صورت رایگان در اختیار قرار می‌دهد.
میزان دقت پیش‌بینی‌ها به طور کلی با زمان کاهش می‌یابد و برای پیش‌بینی‌های بلند مدت‌تر، مقادیر عمده‌تر دقت قابل توجهی را دارند.